# Marta Máchová Drastíková
Marta Máchová Drastíková, rozená Drastíková (* 3. února 1986, Opava) je česká tanečnice a baletka, pedagožka a bývalá sólistka baletu Národního divadla. Jejím manželem je herec Radúz Mácha.

## Život
Její dědeček byl ředitelem konzervatoře a vyučoval hru na klavír a varhany. Vyrůstala v Těškovicích, a protože byla živější dítě a ladně se pohybovala, doporučila její učitelka ze základní školy rodičům, aby ji dali do tanečního kroužku, a tak začala chodit na balet. Později se rozhodla přihlásit na konzervatoř. Jelikož ale zkoušky zmeškala, bylo jí povoleno udělat dodatečnou zkoušku, a od roku 1997 tak studovala klasický tanec na Janáčkově konzervatoři v Ostravě. Už během studií na konzervatoři externě účinkovala v Národním divadle moravskoslezském v Ostravě, a to v baletech Labutí jezero nebo Louskáček a byla vybrána pro absolvování dvouměsíční stáže v americké baletní škole ve Filadelfii. Po dostudování v roce 2005 udělala konkurz do Národního divadla na členku baletního souboru a od sezony 2009/2010 se stala demisólistkou. Protože se ale chtěla profesně posunout, zkusila konkurz a byla přijata do baletního souboru Státní opery ve Vídni. Po dvou letech se v roce 2012 kvůli vztahu vrátila zpět do Národního divadla, kde byla demisólistkou a od sezony 2015/2016 sólistkou baletu Národního divadla. Angažmá ukončila 30. června 2022 a učí na First International Ballet School v Praze.
Během své taneční kariéry si zahrála role z klasického i moderního repertoáru, jako byla například Hlavní chrámová dívka v La Bayadere, La Sylphide v La Sylphide, Ruská princezna v Labutím jezeře, Klára Cratchitová v Louskáčkovi, Lise v Marné opatrnosti, Julie v Romeovi a Julii, Gerda v Sněhové královně a Paní de Tourvel ve Valmontu. Byla obsazena i do titulních rolí například ve Zlatovlásce.
Během studiích na Janáčkově konzervatoři v Ostravě se seznámila s Radúzem Máchou, kde oba studovali. Následně se vzali 25. července 2015 v kostele Všech svatých v Rožnově pod Radhoštěm a v roce 2016 se jim narodila dcera Matylda a v roce 2020 syn Hubert.
V roce 2003 získala 3. místo v kategorii B v 1. Mezinárodní baletní soutěž Brno a v následujícím roce se probojovala do finále Mezinárodní baletní soutěže ve Vídni. Na II. ročníku baletní soutěže v Brně v roce 2006 se umístila na 2. místě v kategorii A. Za rok 2013 obdržela cenu Thálie v kategorii Balet a pantomima a jiný tanečně dramatický žánr za ztvárnění role Julie v Romeovi a Julii.